# Sune Bergman (konstnär)
Sune Krister Bergman, född 23 maj 1890 i Näsbyn i Nederkalix församling, Norrbottens län, död 22 januari 1976 i Hägerstens församling, Stockholm, var en svensk akvarellist, tecknare, grafiker och författare.  
Sune Bergman var son till grosshandlaren Johan August Bergman och Emma Taube samt sonsons son till Johan Bergman Olson; han var vidare kusin till Mattias Taube och Evert Taube. Sune Bergman var gift 1916–1922 med Viola Nordstrandh och från 1923 med sjuksköterskan Linnéa Jonsson. Bergman var som konstnär självlärd. Han ställde ut separat i Örnsköldsvik, Luleå, Piteå, Norrtälje och Uppsala samt han medverkade i bland annat en samlingsutställning på Norrbottens museum i Luleå. Han skildrade samernas liv och vardagsbestyr. Ibland tecknade han av sina motiv med ett glödstift på näver. Som grafiker arbetade han med linoleumsnitt. När hans bror Gunnar Bergman utgav boken Med kursläde Kalix-Waldemarsudde 1959 utförde Sune Bergman illustrationerna.
Bergman utgav också flera böcker, bland annat om Vilhelm Ekelund, och om sin egen utveckling från barndomens högreståndsliv med skolgång i Brummerska skolan till tillvaron som arbetare vid LM Ericsson.